# Theonina linyphioides
Espèce
Synonymes
- Lepthyphantes linyphioides Denis, 1937

Theonina linyphioides est une espèce d'araignées aranéomorphes de la famille des Linyphiidae.

## Distribution
Cette espèce est endémique d'Algérie.

## Publication originale
- Denis, 1937 : On a collection of spiders from Algeria. Proceedings of the Zoological Society of London, 1936, p. 1027-1060.